# Day of the Dead 2: Contagium
Day of the Dead 2: Contagium è un film horror statunitense del 2005 scritto da Ana Clavell, Nicola Bartolini Carrassi, e diretto dalla stessa Clavell e James Dudelson, interpretato da Justin Ipock, Laurie Maria Baranyay e John F. Henry III. È un sequel (o prequel) non ufficiale de Il giorno degli zombi (1985).

## Trama
Nel 1968, mentre Rubinsy, un russo infetto, viene operato in un ospedale militare, arrivano dei soldati che sparano a tutti coloro che sono nell'edificio. Uno degli studenti ospedalieri, DeLuca, ruba uno strano flaconcino e lo rinchiude nel suo thermos ma viene colpito dai soldati mentre tenta di scappare attraverso i boschi. I soldati continuano ad uccidere tutti coloro che sono stati in contatto con l'infetto. Gli zombie uccidono tre soldati ma vengono sterminati all'esterno dell'ospedale da un'esplosione provocata dai militari.
Trentasette anni dopo, nel 2005, un gruppo di pazienti dello stesso ospedale, Boris, Jackie, Isaac, Sam, e il loro medico, Donwynn ritrovano il thermos sepolto nel giardino. La ruggine però ne ha sigillato l'apertura. I ragazzi discutono tra loro se tentare di aprirlo o meno e alla fine, su consiglio del medico, decidono di lasciarlo chiuso. Jackie però ruba il thermos e ne forza l'apertura, provocando così la fuoriuscita del virus che infetta tutti i ragazzi. La notte successiva, compaiono i primi sintomi: la loro pelle inizia a decomporsi, le vene si fanno varicose e tossiscono sangue.
Nel frattempo il dottor Donwynn contatta via mail un suo vecchio amico Jerry, sperando gli possa dare qualche informazione in merito al misterioso thermos. Jerry gli risponde scongiurandogli di non aprire il thermos perché contiene un virus che muta il DNA umano, ma ormai è troppo tardi. Un infermiere, Marshall, rimasto infetto durante un litigio con uno dei ragazzi, muore a causa del virus ma poco dopo resuscita sotto forma di zombie e uccide prima un altro medico, il dottor Heller, e poi una guardia di sicurezza, prima di venire abbattuto dalla polizia.
Intanto anche Boris si trasforma in zombie a causa del virus e insieme a Sam e Jackie assale Jerry, che nel frattempo era arrivato all'ospedale per seguire la situazione; dopo averlo ucciso, i tre lo divorano, trasformandosi tutti in zombie.
Anche il dottor Heller resuscita come zombie e, muovendosi all'interno dell'ospedale, infetta gran parte dei pazienti che subiscono anch'essi la stessa trasformazione e iniziano a divorare i poliziotti. I sopravvissuti rimasti indenni al virus si rifugiano nelle cucine per poi raggiungere il laboratorio medico, ma vengono raggiunti da Boris e gli altri che, dicendogli di non avere intenzione di far loro del male ma solo di farli diventar parte di una nuova famiglia, li sterminano. L'ultimo sopravvissuto, Isaac, si suicida con un colpo di pistola. Gli zombie, usciti dall'ospedale, si dirigono intanto verso la vicina città e cominciano a ucciderne gli abitanti. Il film termina con una sequenza che mostra gli zombie attaccare i cameramen che stavano riprendendo gli avvenimenti.

## Produzione
Le riprese di Day of the Dead 2: Contagium sono state completate a Los Angeles nell'aprile 2004. I co-registi hanno dichiarato che la produzione era stata tenuta nascosta per evitare l'attenzione dei media durante la riprese.
Un promo di 10 minuti è stato proiettato al Fantasia International Film Festival del 2004, dove non è stato ben accolto. Il film è stato proiettato al London FrightFest Film Festival del 2004, dopo di che la Starz e l'Anchor Bay Entertainment hanno pubblicato il DVD in edizione speciale il 18 ottobre 2005 negli Stati Uniti.

## Distribuzione
In Italia il film è stato distribuito da 20th Century Fox con l'etichetta Infinity. È stato classificato vietato ai minori di 14 anni.

## Edizione italiana
Il doppiaggio è stato diretto da Nicola Bartolini Carrassi presso le sale della Delta Film di Torino. La voce del protagonista, come in altre release con etichetta Infinity e Mediafilm è Simone D'Andrea, doppiatore 'feticcio' di Bartolini Carrassi. È stato uno dei primi film doppiati dall'allora esordiente Renato Novara